# アビレス
アビレス（スペイン語: Avilés）は、スペイン・アストゥリアス州のムニシピオ（基礎自治体）。ヒホンとオビエドに次いでアストゥリアス州第3の都市である。アビレスは自治体内の教区（パロキア）の名でもあり、この教区が自治体の中心となっている。自治体域は南北に7.5km、東西に6.25kmで、総面積は26.81km2である。都市中心部は自治体内の平坦な土地を占めていて、海にのぞむ土地であり、標高140mに満たない小さな岬に囲まれている。アストゥリアス沿岸の北部中央地区、ペニャス岬の西、アビレス入江に市街地があり、重要な国内向け海港、産業都市である。サリナスのような人気のあるビーチに近接する。

## 気候
アビレス地域は、曇りと晴天がともにある大西洋岸の温かな夏を経験する。冬の天候は著しい雨と風を伴うが穏やかである。時に気温が低下すると降雪が海面で見られる。気温は滅多に0℃以下にならず、30℃を超えない。

## 歴史

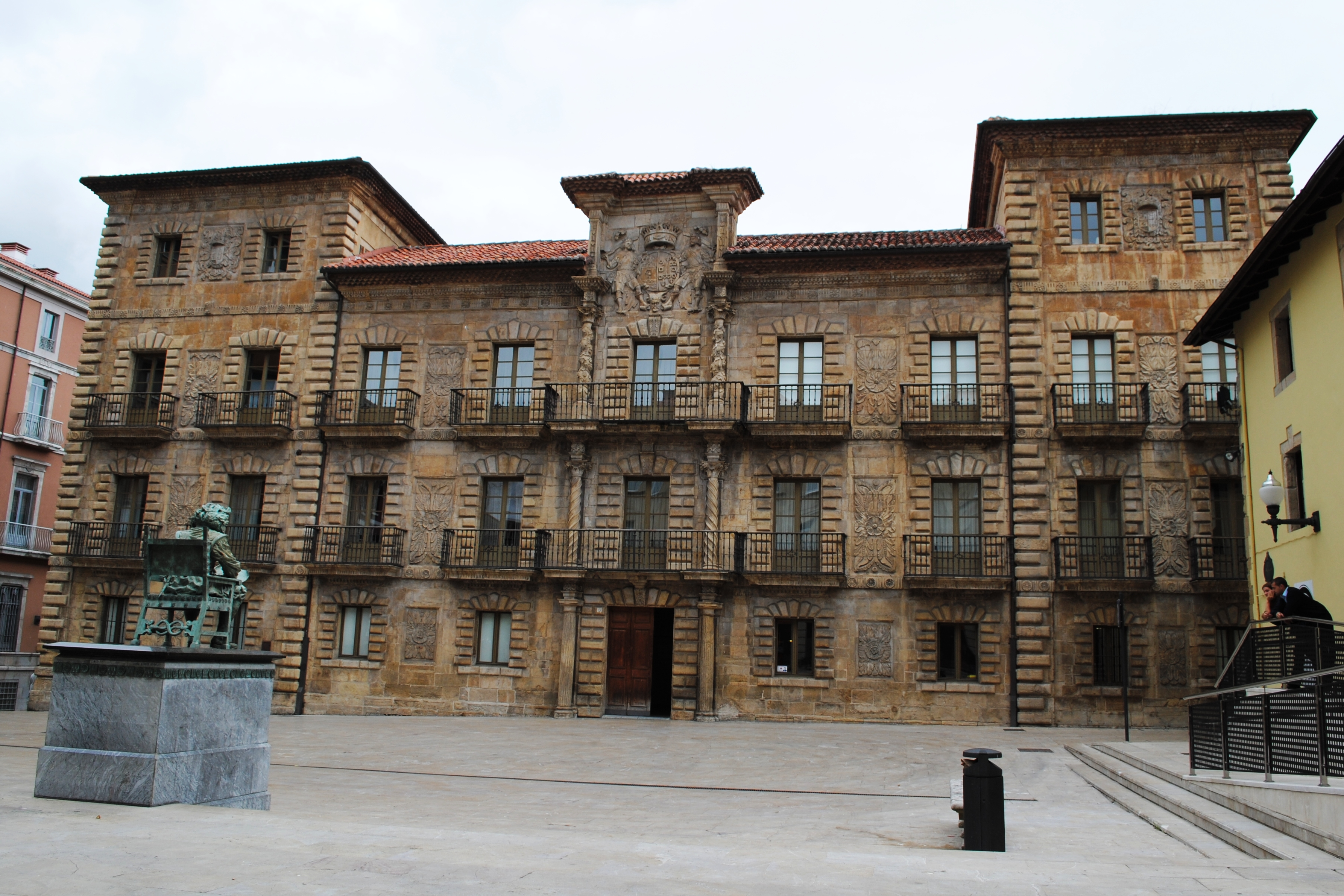
カンポサグラード邸

先史時代の遺跡がアビレス一帯に定住地があったことを実証している。この定住地は905年以降その存在が知られるようになった。アビレスという名は、この地の領主であったローマ人アビリウス(Abilius)から派生したと考えられている。
最初によく知られた公文書は、アストゥリアス王アルフォンソ3世によって905年に2つの教会の寄付がされたと記録されたものである。1085年、カスティーリャ王アルフォンソ6世によってアビレスはフエロ（特権）を授けられた。中世のアビレスはビスケー湾有数の海港であり、主としてフランスの港との間で交易を行い、特に塩を売買していた。この時期、アビレスは2つの地区に分かれていた。漁民の暮らすサブゴ地区、特権階級の暮らすラ・ビリャ地区である。現在のアビレス第一の公園の場所にあった小さな入り江を挟んで、互いに向き合っていた。ラ・ビリャ地区は剛健な壁に周囲を囲まれ、その戦略的・貿易上の重要性を誇示していた。1479年1月15日、カトリック両王がアビレスに毎週月曜日に自由市場を開く特権を授けた。この市場はいまも開かれている。海軍基地としてのアビレスの重要性は、近接する森林で伐採される木材を使った造船によって後押しされた。アルマダ用のガレー船、ガレオン船が建造された。カスティーリャ軍によるセビーリャ征服時に地元水夫が参加した。これがアビレスの紋章に反映された。
フェリペ2世の軍の一兵士であったペドロ・メネンデス・デ・アビレスはこの地で生まれた。彼は16世紀にアメリカ大陸のフロリダ半島を探険し、1565年にヨーロッパ人最初の町をつくった。これが現在のアメリカ合衆国のセントオーガスティンである。カルロス2世の宮廷画家であったフアン・カレーニョ・ミランダもアビレスで生まれた。
近代初頭以降、航行できなくなった入り江は部分的に埋め立てられ、19世紀に一掃された。サブゴ地区とラ・ビリャ地区とを分けていた水路も埋め立てられ、2つの地区は一つにされた。その後都市は中世の城壁の外側へ成長していき、壁は1818年に破壊された。20世紀、アビレスへいくつかの大工場がやってきたことで大きく人口が増加した。1953年には製鉄工場エンシデサ（現在はアルセロール）の工場を建設するアビレス初の大規模土木工事が始まった。アビレス周辺のその他の企業にはクリスタレリア・エスパニョーラ（現在はアルコア）などがあり、これらの工場がアビレスをスペインにおける産業の中心地へと変えた。

## 建築
サント・トマス・デ・カントルブリ旧教会（13世紀、聖トマス・ベケットへ献堂）、サン・ニコラス・デ・バリ教会（13世紀、ミラのニコラオスへ献堂）といった建築物がある。これら外国生まれの聖人の名を教会につけたのは、中世の対外国貿易の影響である。バロック様式のカンポサグラード邸は、イングランド海賊の攻撃に備え北ファサードの防衛が強化されている。

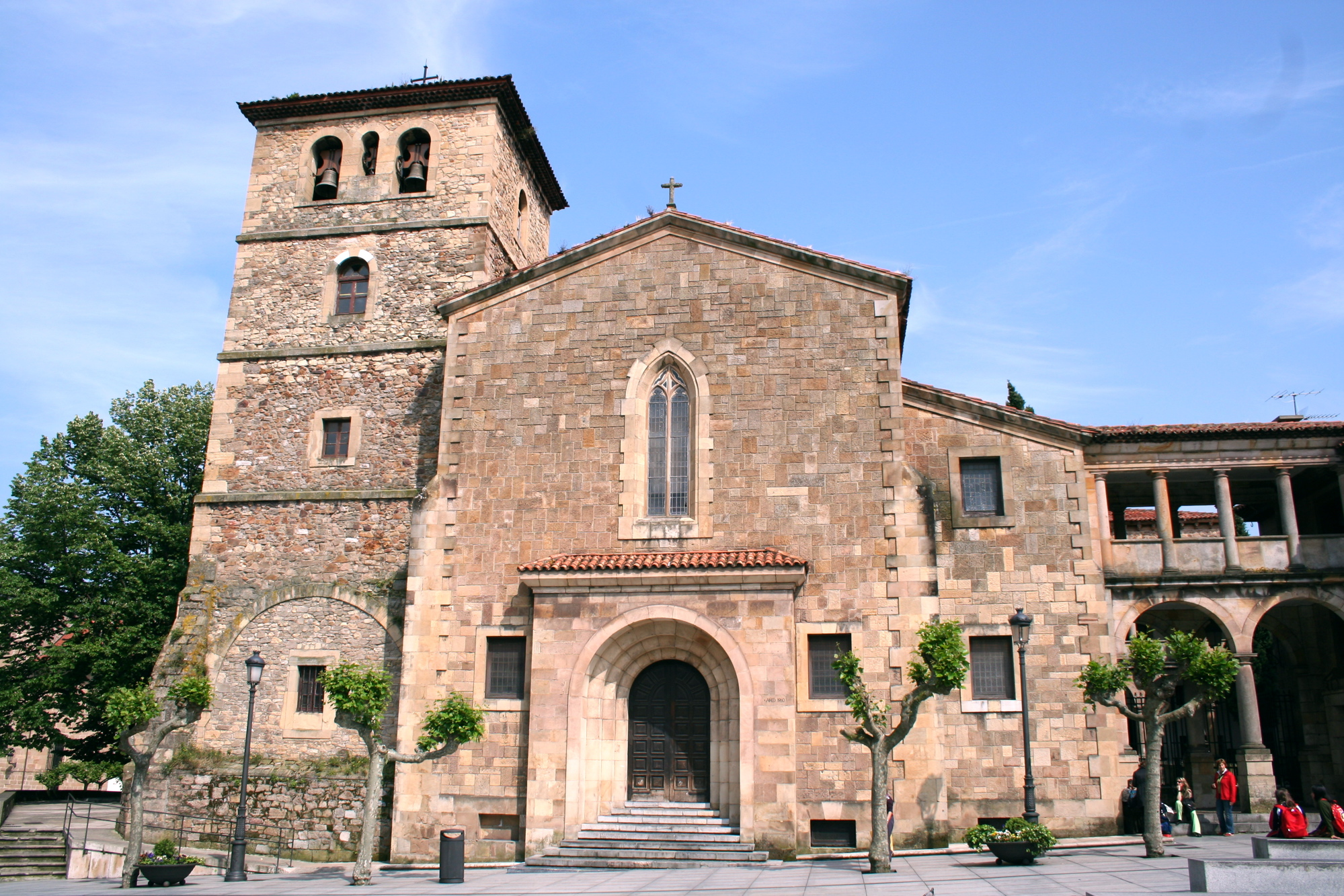
サン・フランシスコ教会
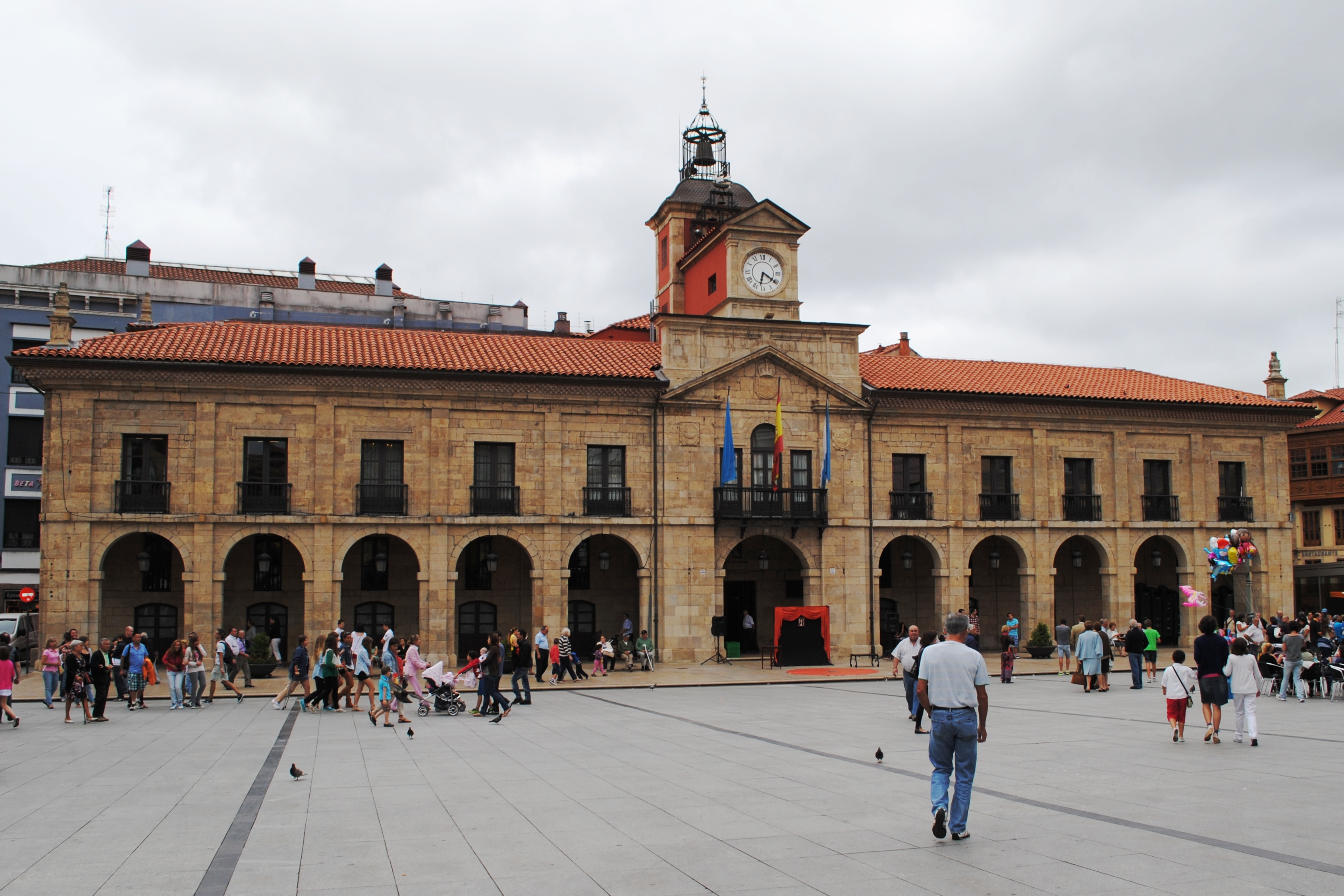
アビレス市庁舎
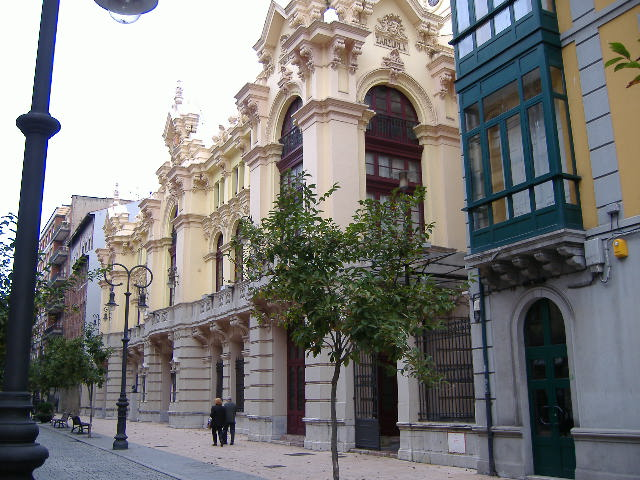
パラシオ・バルデス劇場
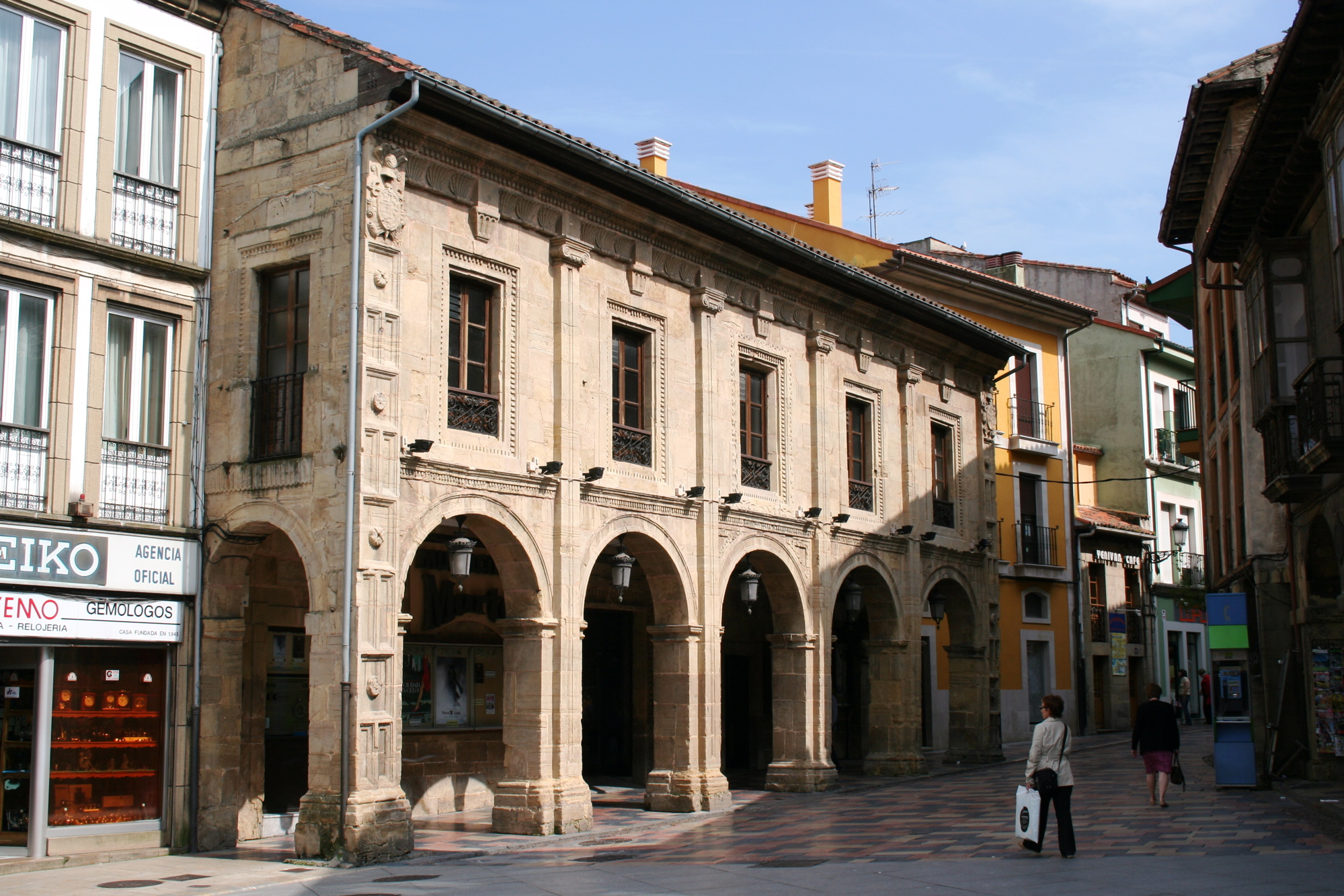
リャノ・ポンテ邸

## 文化
アビレスで最も特徴ある行事は、夏に行われるアビレス・インテルセルティコ・フェスティバルである。この祭りには、ケルト文化が色濃く残るブルターニュ、アイルランド、ウェールズ、スコットランド、ガリシア、そしてアストゥリアスの人々が集う。
その他に、1月5日に行われる東方三博士の騎馬行列、3月から4月にかけ行われるセマナ・サンタ、9月8日に行われるコバドンガの聖母祭(celebra sus fiestas la Virgen de Covadonga)がある。

## スポーツ
- レアル・アビレスCF : サッカークラブ。セグンダ・ディビシオンRFEFに所属している。

## 姉妹都市
- セントオーガスティン、アメリカ合衆国
- サン＝ナゼール、フランス
- アイウン、西サハラ
- カルデロン、キューバ